# Aspidoscelis flagellicauda
Aspidoscelis flagellicauda е вид влечуго от семейство Teiidae. Видът не е застрашен от изчезване.

## Разпространение
Разпространен е в САЩ.

## Описание
Популацията на вида е стабилна.